# Лазарев, Александр Зиновьевич
Алекса́ндр Зино́вьевич Ла́зарев (29 июня 1898, Полтава, Российская империя — 5 апреля 1993, Москва, Россия) — советский учёный-геолог, специалист по региональной геологии и металлогении Дальнего Востока, крупных тектонических структур, оловорудных и золоторудных районов. Лауреат Сталинской премии 1 степени.

## Биография
Родился 29 июня 1898 в г. Полтава в семье статистика Полтавского Губернского Земства (Союза Кредитного Кооператива)
В 1919 г. Закончил Полтавское коммерческое (затем — кооперативное) училище Союза Кредитного Кооператива. Во время учёбы в школе работал реквизитором в просветительном здании им. Гоголя в г. Полтава.
В 1919 г. Вступил в Красную Армию, участвовал в Советско-польской войне, пулемётчик Бронепоезда «Гроза» (45 дивизии, часть ОСНАЗ, Южный и Польский фронты), затем — инструктор по допризывной подготовке в частях особого назначения.
В 1920—1921 гг. Был ранен при взрыве бронепоезда, находился в польском плену, освобожден по обмену.
В 1922—1929 гг. учился в Московская горная академия им. Сталина по рудной специальности геолого-разведочного факультета, ему присвоено звание горного инженера.
В 1929—1946 гг. работал в Дальневосточном геологическом управлении, занимался геолого-съемочными работами, поисками золота и олова, вопросами горной экономики г. Хабаровск и Владивосток
- В 1930 г. производил поиск золота в Охотском районе, в результате исследования было выяснено геологическое строение района и дано направление дальнейшим поискам золота. Впервые в Северной части Охотского побережья установлено присутствие отложений пермского периода.
- В 1931 г. исследовал вулканы Камчатки, поиск пемзы.
- В 1932 г. производил поиск золота в Софье-Алексеевском районе южного Приморья, в бассейне реки Кордонки была открыта промышленная россыпь с высоким содержанием золота.
- В 1933—1937 гг. производил геологические исследования в бассейне озёр Ханка и Малый Хинган[2][1], определено стратиграфическое положение железорудных свит, установлено широкое распространение марганцевого оруднения в отложениях пермского периода[3]
- В 1937 г. член Международного геологического конгресса в Москве, где представлял 2 доклада: по допалеозою и по тектонике Дальнего Востока. Принимал участие в разработке плана по созданию рудной и угольной базы Дальнего востока[1][4]
- В 1938 г. старший инженер Дальне-Восточного геологического управления, разрабатывал план освоения минеральных ресурсов Камчатки и севера Хабаровского края, открыл валанжинские отложения в бассейне Бикин (река) и у устья р. Митахеза (Пожарский район)[5][1]
- В 1939 г. начальник геолого-съемочной экспедиции в Сихотэ-Алинь[2][6][1]
- В 1940—1941 гг. начальник экспедиции в Южном Приморье, назначен руководителем отрасли редких металлов в Дальневосточном геологическом управлении, открыл Лифудзинский оловорудный район (п. Рудный (Приморский край))[1][7], занимался вопросами создания базы тяжелой индустрии Хабаровского края
- В 1941 г. изучал золотоносность бассейнов рек Амгунь, Бурея и Селемджа; по четырём районам — Ниманскому, Кербинскому, Харгинскому и Хурмулинскому — были количественно оценены перспективы россыпного золота[8]
- В 1942—1943 гг. руководитель Дальне-Восточного Геологического Фонда, г. Хабаровск.

С 1945 г. кандидат геолого-минералогических наук.
С мая 1946 г. работал в Центральный научно-исследовательский геологоразведочный институт цветных и благородных металлов в должности старшего научного сотрудника, изучал золотоносность Дальнего Востока. г. Москва.
- В 1946—1950 гг. изучал золотоносность Амурской обрасти, возглавляя крупную экспедицию[9][10]
- В 1951 г. руководил радиометричской лабораторией и лабораторией физических методов анализа в «НИГРИЗолото».
- В 1955—1957 гг. по заданию Министерства цветной металлургии СССР возглавлял геологические работы по изучению оловоносных областей Вьетнама, с целью обоснования строительства горнодобывающих предприятий. За эту работу им получена премия и благодарность от министра Ломако.
- С 1957 г. заместитель начальника лаборатории геологических исследований.

## Семья
Родился в еврейской семье мещан-служащих.
Отец — Лазарев Зиновий Михайлович (Моисеевич) (1855—1928), потомственный почетный гражданин города Полтава, до 1928 года статистик Полтавского Губернского Земства (Союза Кредитного Кооператива)
Мать — Свердлова Вера Исааковна (1875, г. Полтава—?), еврейка. До 1935 года работала фармацевтом в аптеках г. Полтава, Харьков и Владивосток.
Первая жена — Инна Иосифовна (п. Бутово, г. Москва)
Вторая жена (с 1937 г.) — Вантке Эльга (Ольга-Эльза) Яновна (1904, г. Влоцлавек—1974, г. Москва). Её отец — Вантке Иван (Ян) Карлович (1871, г. Варшава—1905) — поляк, учитель немецкого языка в г. Орша. Мать — Анна Ида Аньеса Гертруда Васильевна(Витольдовна) Борнелейт (1872—1947) — немка. До 1930 г. Эльга была замужем за Косич, Дмитрий Иосифович (?), работала в Красном кресте и в лаборатории Азотного института
Сестры и братья жены — Радецкая Агнесса (1892—1937), до революции работала медсестрой; Порожно Гертруда (1894—?), педагог; Вантке Карл (1901—1942), инженер, Иоанна (1899-?)
Дети — Вероника (1935, г. Владивосток—2002, г. Москва), Михаил (1937, г. Москва—1960), Борис (1938, г. Москва—1989, г. Желтые Воды), Александр (1944, г. Хабаровск—?)
Сестры — Магрилова Надежда (1894—?, г. Полтава), педагог; Лазарева Любовь (1903—1920, г. Полтава), погибла на фронте.

## Награды и звания
- 14 января 1944 года: Орден Красной Звезды «За успешное выполнение заданий Правительства в области геологических изысканий и увеличения ресурсов стратегического сырья для горнодобывающей промышленности»
- 26 января 1946 года: Лауреат Сталинской премии 1 степени (см. Сталинская премия за выдающиеся изобретения и коренные усовершенствования методов производственной работы (1946) Лазарев, Александр Зиновьевич, бывший начальник Лифудзинской геолого-поисковой партии) «За открытие и исследование оловорудных месторождений на востоке и юго-востоке СССР, имеющих большое народнохозяйственное значение»
- Медаль «За доблестный труд в Великой Отечественной войне 1941—1945 гг.»
- 27 января 1949 года: становится горным директором II ранга (см. Персональные звания руководящих и инженерно-технических работников угольной промышленности СССР)
- 8 сентября 1951 года: Орден Трудового Красного Знамени «За выслугу лет и безупречную работу в научных исследованиях»
- Орден Ленина

## Научные труды
Имеет больше 57 научных работ, больше 15ти публикаций. Некоторые из них:
- Лазарев А. З. «Пемза вулкана Авача на Камчатке», Росгеолфонд, 1931
- Лазарев А. З. «Геологический очерк западной части бассейна оз. Ханка Южно-Уссурийского края Дальнего Востока», Росгеолфонд, 1933—1934
- Лазарев А. З. «Геологический отчет по региональной съемке северо-западной части Южно-Уссурийского края бассейна р. Синтухи», Росгеолфонд, 1933
- Лазарев А. З. «Литол. строение р-на Авачинской губы у г. Петропавловска на Камчатке», Литология
- Лазарев А.3. «Допалеозой Дальневосточного края». В кн.: «Труды XVII сессии Международного геологического конгресса 1937 г.,» т. 2. М., ОНТИ, 1938
- Лазарев А.3. «Главнейшие этапы развития складчатой структуры южной половины Дальневосточного края». В кн.: «Труды XVII сессии Международного геологического конгресса. 1937 г.», т. 2, М., ОНТИ, 1938.
- Лазарев А. З. «К проблеме горючих сланцев Дальнего Востока», Советская геология, т. IX, № 6, стр. 116—118, 1939
- Лазарев А. З. и Пиотровский М. В. «Перспективы выявления россыпных месторождений золота в Зея-Буреинском амфитеатре. Отчет по геолого-структурным и геоморфологическим исследованиям северо-западной части Зее-Буреинского амфитеатра.», НИГРИзолото, Росгеолфонд, 1948—1949
- Лазарев А. З., Озеров Ю. К., Суслова А. Н. «Золотоносность Северного Кавказа», ЦНИГРИ, 1961